# Gotley Buttress
Gotley Buttress ist ein 1800 m hoher, steilwandiger Grat des Vulkans Big Ben auf der Insel Heard im südlichen Indischen Ozean. Er erstreckt sich von seinem Schnittpunkt mit dem Grat Gibbney Buttress in Richtung der Atkinson-Kliffs.
Namensgeber ist Aubrey V. Gotley (1915–1983), Meteorologe einer 1948 durchgeführten Kampagne der Australian National Antarctic Research Expeditions nach Heard.